# سالزبری، پنسیلوانیا
سالزبری، پنسیلوانیا (به انگلیسی: Salisbury, Pennsylvania) بخشی از پنسیلوانیا، ایالات متحده آمریکا است که در شهرستان سامرست واقع شده‌است.

## خصوصیات
سالزبری  ۸۷۸ نفر جمعیت دارد و ۶۴۴٫۳۶ متر بالاتر از سطح دریا واقع شده‌است.